# Carl Kasell
Carl Kasell (Goldsboro, 2 de abril de 1934 - Potomac, 17 de abril de 2018) foi uma radialista americano. Trabalhou na National Public Radio.
Faleceu em 17 de abril de 2018 devido as complicações da doença de Alzheimer em Potomac, Maryland, aos 84 anos.